# Саратовская митрополия
Саратовская митрополия — митрополия Русской православной церкви, образованная в пределах Саратовской области. Объединяет Балаковскую, Балашовскую, Покровскую и Саратовскую епархии.

## История
В соответствии с Положением об областных преосвященных от 12 марта 1934 года во исполнение постановления Поместного Собора 1917—1918 годов о митрополичьих округах Временный Патриарший Священный Синод образовал церковные области в составе нескольких епархий, в том числе в границах Саратовской области была образована митрополия с центром в Саратове. Дата упразднения точно неизвестна. Скорее всего это произошло в 1943 году при проведении переустройства епископских кафедр.
6 октября 2011 года постановлением Священного синода Русской православной церкви в границах Саратовской области была образована Саратовская митрополия, которая включила в себя Саратовскую епархию и выделенные из неё Балашовскую и Покровскую. Глава Саратовской митрополии имеет титул «Саратовский и Вольский».
24 марта 2022 года постановлением Священного Синода образована Балаковская епархия путём выделения из состава Покровской епархии.

### Митрополиты
- Лонгин (Корчагин) (2011—2020)
- Игнатий (Депутатов) (с 25 августа 2020 года)

## Состав
Митрополия включает 4 епархии.

### Балаковская епархия
Территория — Балаковский, Духовницкий, Ивантеевский, Краснопартизанский, Марксовский, Перелюбский и Пугачёвский районы Саратовской области.
Правящий архиерей: епископ Балаковский и Николаевский Варфоломей (Денисов).

### Балашовская епархия
Территория — Аркадакский, Балашовский, Екатериновский, Калининский, Красноармейский, Лысогорский, Романовский, Ртищевский, Самойловский и Турковский районы Саратовской области.
Правящий архиерей — епископ Балашовский и Ртищевский Тарасий (Владимиров).

### Покровская епархия
Территория — Александрово-Гайский, Дергачёвский, Краснокутский, Новоузенский, Озинский, Перелюбский, Питерский, Ровенский, Советский, Фёдоровский и Энгельсский районы Саратовской области.
Правящий архиерей — епископ Покровский и Новоузенский Феодор (Белков).

### Саратовская епархия
Территория — город Саратов, Аткарский, Базарно-Карабулакский, Балтайский, Вольский, Воскресенский, Гагаринский, Новобурасский, Петровский, Татищевский и Хвалынский районы Саратовской области.
Правящий архиерей — митрополит Саратовский и Вольский Игнатий (Депутатов).